# SV Concordia Königsberg
SV Concordia Königsberg was een Duitse voetbalclub uit de Oost-Pruisische hoofdstad Koningsbergen (Königsberg), dat tegenwoordig het Russische Kaliningrad is.

## Geschiedenis
De club werd in 1911 opgericht. De club speelde in de schaduw van grote stadsrivalen VfB Königsberg en SV Prussia-Samland Königsberg. In de jaren twintig speelde de club in de stadsliga van Königsberg. De kampioen daarvan stootte door naar de Oost-Pruisische eindronde, maar daar slaagde de club niet in. In 1921/22 kwamen ze wel dichtbij na een tweede plaats achter VfB Königsberg. In 1926 werd de Ostpreußenliga ingevoerd als hoogste divisie voor Oost-Pruisen. Enkel de top twee van de Bezirksliga plaatste zich hiervoor en de Bezirksliga werd nu de tweede klasse vanaf 1926/27. Concordia slaagde er niet in te promoveren. In 1930 werd deze competitie weer afgevoerd en werd de Bezirksliga opnieuw de hoogste divisie.
Door de strenge winters in het Baltische gebied werd de competitie van 1932/33 in 1931 al begonnen en de geplande competitie van 1933/34 al in 1932. Nadat de NSDAP aan de macht kwam werd de competitie door heel Duitsland grondig geherstructureerd. De Gauliga Ostpreußen werd ingevoerd en het seizoen 1933/34, dat al begonnen was werd niet voltooid. Wel werd op basis van die eindrangschikking het aantal teams voor de Gauliga bepaald. Drie clubs uit Königsberg plaatsten zich hiervoor en aangezien Concordia laatste werd waren zij er niet bij.
De club ging in de Bezirksklasse spelen en werd groepswinnaar. Hierdoor nam de club deel aan de promotie-eindronde tegen Polizei SV Danzig. Thuis won de club met 2-0, maar in Danzig verloren ze met 6-0. Het volgende seizoen eindigden ze gedeeld vijfde. Omdat de competitie na dit jaar hervormd werd en de clubs uit de Gauliga samen met de beste clubs van de Bezirksklasse de voorronde van de Gauliga speelden moest de club gedwongen naar de Kreisklasse degraderen. De club slaagde er wel na één seizoen in terug te keren, maar kon zich niet voor de uiteindelijke Gauliga plaatsen in beide seizoenen. In 1938 werd de Bezirksklasse opnieuw een volwaardige competitie en de Gauliga bestond nu uit één reeks. Concordia speelde de volgende jaren verder in de Bezirksklasse, maar zonder veel succes. In het laatste seizoen verloor de club zelfs alle acht de wedstrijden.
Na de Tweede Wereldoorlog moest Duitsland de provincie Oost-Pruisen afstaan en werd deze verdeeld onder Polen en de Sovjet-Unie. De Duitsers werden verdreven en alle Duitse voetbalclubs werden ontbonden.